# Johann Gerhard
Johann Gerhard (ur. 17 października 1582 w Quedlinburgu, zm. 17 sierpnia 1637 w Jenie) – niemiecki teolog luterański, profesor teologii na Uniwersytecie w Jenie, dogmatyk, najwybitniejszy przedstawiciel ortodoksji luterańskiej. 

## Życiorys
W wieku piętnastu lat Johann Gerhard został dotknięty ciężką chorobą. Ślubował wtedy, że jeśli wyzdrowieje, poświęci swoje życie służbie Bogu. Kaznodzieja Johann Arndt zachęcał go do zajęcia się teologią. W 1599 roku podjął studia na Uniwersytecie w Wittenberdze, początkowo jednak, zgodnie z życzeniem jego krewnego, a wbrew ślubowi, studiował medycynę. Po śmierci tego krewnego poświęcił się teologii. W 1601 roku przeniósł się do Jeny, gdzie jednak mniej uwagi poświęcał wykładom niż osobistej lekturze Biblii i ojców Kościoła. W 1603 roku został magistrem. W 1604 roku rozpoczął studia na wydziale teologicznym w Marburgu, gdzie znalazł się pod wpływem teologów takich jak Balthasar Mentzer Starszy. W 1605 roku, kiedy landgraf Hesji-Kassel Maurycy przyjął wiarę reformowaną, powrócił do Jeny w nadziei na uzyskanie posady profesora. Za sprawą księcia Sachsen-Coburg Jana Kazimierza stał się jednak w 1606 roku superintendentem Heldburga i doktorem teologii. W 1615 roku został superintendentem generalnym Coburga. Wiele uniwersytetów ubiegało się, by Gerhard podjął na nich pracę, jednak księże Jan Kazimierz sprzeciwiał się temu, doceniając jego znaczenie dla swego kraju. Ostatecznie jednak w 1616 roku Gerhard został profesorem na Uniwersytecie w Jenie.
Gerhard pozostał na swym stanowisku w Jenie aż do śmierci, chociaż zapraszano go na wiele innych uniwersytetów. Stał się niekwestionowanym autorytetem wśród niemieckich teologów luterańskich, a książęta wielokrotnie ubiegali się o jego radę.

## Działalność teologiczna
Największą sławę przyniosły Gerhardowi dwa dzieła. Pierwsze z nich, Confessio catholica, stanowiło apologię ewangelickich wyznań wiary. Drugie dzieło, Loci theologici, dziewięciotomowy podręcznik teologii, stanowiło kompletną dogmatykę ewangelicką. Doktrynę dotyczącą Pisma Świętego zawarł na samym początku dzieła, zgodnie z przekonaniem, że uznanie autorytetu Pisma nie jest artykułem wiary, lecz podstawą innych artykułów. Opowiadał się za całkowitą nieomylnością Biblii, stwierdził nawet, że natchnione są w niej również znaki diakrytyczne. Był znawcą starożytnej i średniowiecznej myśli chrześcijańskiej. Jako pierwszy użył pojęcie „patrologia”, które zawarł również w tytule swego dzieła: Patrologia sive de primitivae Ecclesia christianae Doctorum Vita ac lucubrationibus.

## Dzieła (wybór)
- Meditationes sacrae ad veram pietatem excitandam, 1606
- Loci theologici, 9 tomów, 1610–1622
- Exercitium pietatis quotidianum, 1612
- Methodus studii theologici, 1620
- Confessio catholica, in qua doctrina catholica et evangelica, quam ecclesiae Augustanae confessioni addictae profilentur, ex Romano-catholicorum scriptorum suffragiis confirmatur, 4 części, 1635–1637
- Patrologia sive de primitivae Ecclesia christianae Doctorum Vita ac lucubrationibus, 1653